# Друковцев, Сергей Васильевич
Сергей Васильевич Друковцев (1731—1786, Москва) — русский литератор эпохи Просвещения, активист Вольного экономического общества. Наиболее известен как составитель «Кратких поваренных записок» — первой поваренной книги на русском языке.
Родился в семье титулярного советника, служившего секретарём у В. Н. Татищева. Ребёнком записан в 1742 г. в армию. В 1765—1773 гг. на службе в Главной провиантской канцелярии в должности московского прокурора. Издал ряд сочинений Татищева, обнаруженных при разборе отцовского архива, включая его наставление потомкам — «Духовную».
Вступив 22 ноября 1772 г. в Вольное экономическое общество, составил по иностранным источникам компилятивные пособия по ведению хозяйства для начинающих помещиков. В приложениях к «Московским ведомостям» публиковал статьи по хозяйственным вопросам. Придавал большое значение благосостоянию крестьян, но в целом придерживался крайне консервативных, почти домостроевских взглядов.
Наиболее популярная книга Друковцева — «Экономические наставления дворянам, крестьянам, поварам и поварихам» — с 1772 по 1788 гг. выдержала пять изданий. Включала «Краткие экономические до деревни следующие записки» Татищева (1742) и «Краткие поваренные записки» (1765) самого Друковцева, выпущенные в 1779 отдельным изданием с посвящением Н. М. Хрущевой.
В 1778 г. Друковцев поднёс своему покровителю П. А. Демидову беллетристический сборник «Бабушкины сказки». Тяжеловесное морализаторство новелл, стилизованных под народные сказки, пришлось не по душе адресату. Через год Друковцев переработал его в сборник из 25 новелл под названием «Сава, ночная птица, повествующая русские сказки, из былей составленные». Источником большинства сюжетов служила «расхожая анекдотическая литература», главным образом иностранная.
Друковцев умер в Москве 12 (23) февраля 1786 года и был похоронен там же, в Новоспасском монастыре.